# Henri-Montan Berton
Henri-Montan Berton (17. září 1767 Paříž – 22. dubna 1844) byl francouzský hudební skladatel, houslista, dirigent a libretista.

## Život
Druhý v řadě dynastie skladatelů, kteří ovlivňovali francouzskou hudbu téměř celé století. Byl synem a žákem skladatele Pierre-Montana Bertona. Již v patnácti letech se stal houslistou v orchestru pařížské Opery. Dále studoval kompozici u Jeana-Baptista Reye a Antonia Sacchiniho.
Již v jeho devatenácti letech byly veřejně hrány jeho kantáty a oratoria. Od roku 1787 uváděla pravidelně jeho opery Opéra-Comique. Mimořádný úspěch zaznamenal v roce 1790 operou Les rigueurs du cloître, která kromě hudebních kvalit svým tématem těžila z antiklerikální nálady doby po Francouzské revoluci. Dalším velkým úspěchem byla opera Aline, reine de Golconde (premiéra 3. září 1803), která se hrála na četných scénách i v zahraničí, mimo jiné v roce 1814 také v Praze. Nejúspěšnějším jeho dílem však byla opera Les deux mousqetaires, která se na scéně Opéry-Comique hrála 10 let a dosáhla počtu 117 představení.
V letech 1807–1810 byl Berton hudebním ředitelem divadla Théâtre de l'Impératrice a v letech 1810–1815 sbormistrem pařížské opery. Po smrti Étienne Méhula převzal v roce 1818 jeho kompoziční třídu na pařížské konzervatoři a v této funkci setrval až do své smrti v roce 1844.
V souladu s rodinnou tradicí, se i jeho syn, Henri François Berton (1784–1832), stal hudebním skladatelem.

## Dílo

### Jevištní díla
- Le premier navigateur (comédie italienne, libreto N.-F. Guillard, 1784, neuvedeno)
- Les Promesses de mariage (libreto Desforges, opera buffa, 1787 Paříž, Opéra-Comique)
- La Dame invisible ou L'Amant à l'épreuve (libreto Pierre-Louis Moline a Claude-François Fillete, 1787 Paříž, Opéra-Comique)
- La fête du soleil (libreto P. A. Duprat de la Touloubre, 1789 Opéra de Paříž)
- Les Brouilleries (libreto Charles-Joseph Lœillard d'Avrigny, opera buffa, 1790 Paříž, Opéra-Comique)
- Les Rigueurs du cloître (libreto Joseph Fiévée), drama lyrique (1790 Paříž, Opéra-Comique)
- Le Nouveau d'Assas (libreto Jean-Claude Bédéno Déjaure), trait civique (1790 Paříž, Opéra-Comique)
- Les Deux Sentinelles (libreto François-Guillaume-Jean-Stanislas Andrieux, 1791 Paříž, Opéra-Comique)
- Les Deux Sous-lieutenants ou Le Concert interrompu (libreto Etienne-Guillaume-François de Favières), comédie (1792 Paříž, Opéra-Comique)
- Eugène ou La Piété filial (libreto d'Avrigny,1793 Paříž, Opéra-Comique)
- Tyrtée (libreto Legouvé, 1793 Opéra de Paříž)
- Le Congrès des rois (libreto Antoine-François Eve), comédie mêlée d'ariettes (1794 Paříž, Opéra-Comique),spolupráce Frédéric Blasius, Cherubini, Grétry, Méhul a dalších 7 skladatelů
- Agricol Viala ou Le Héros de la Durance (libreto Loraux, 1794 Paříž, Opéra-Comique)
- Christophe et Jérôme ou La Femme hospitalière (libreto Favières, opera, 1796 Paříž, Opéra-Comique)
- Bélisaire (libreto A.-L. Bertin d’Antilly, Opéra-Comique de Paříž, 1796 spolupráce Philidor)
- Ponce de Léon (libreto Berton, opéra-bouffon, 1797 Paříž, Opéra-Comique)
- Le Dénouement inattendu (libreto Joigny, 1797 Paříž, Opéra-Comique)
- Le Rendez-vous supposé ou Le Souper de famille (libreto Jean-Baptiste Pujoulx, 1798 Paříž, Opéra-Comique)
- Montano et Stéphanie (libreto Dejaure, 1799 Paříž, Opéra-Comique)
- La Nouvelle au camp ou Le Cri de vengeance (scène lyrique, 1799 Paříž, Opéra-Comique)
- L'Amour bizarre ou Les Projets dérangés (libreto Charles-Louis Lesur, 1799 Paříž, Opéra-Comique)
- Le Délire ou Les Suites d'une erreur (libreto Jacques-Antoine de Révérony de Saint-Cyr, opéra, 1799 Paříž, Opéra-Comique)
- Le Grand Deuil (libreto Charles-Guillaume Etienne a Jean Baptiste Charles Vial, opera buffa, 1801 Paříž, Opéra-Comique)
- Le concert interrompu (libreto Benoît-Joseph Marsollier a Favières, 1802 Paříž, Opéra-Comique)
- Aline, reine de Golconde (libreto Vial a Favières, opera, 1803 Paříž, Opéra-Comique)
- La Romance (libreto Loraux jeune, opéra 1804 Paříž, Opéra-Comique)
- Le Vaisseau Amiral Forbin et Delville ou L'Intrigue à bord (libreto Saint-Cyr, opera, 1805 Paříž, Opéra-Comique)
- Délia et Verdikan (libreto Pierre-Jean-Baptiste-François Elleviou, opera, 1805 Paříž, Opéra-Comique)
- Le vaisseau amiral (L’intrigue à bord, ou Forbin et Delville, libreto Saint-Cyr, Opéra-Comique de Paříž 1805)
- Les Maris garçons (libreto Charles Gaugiran-Nanteuil, 1806 Paříž, Opéra-Comique)
- Le Chevalier de Sénanges ou L'Intrigue aux portes (libreto Alexandre-Joseph-Pierre vicomte de Ségur jeune a Louis-Nicolas-Philippe-Auguste comte de Forbin, 1808 Paříž, Opéra-Comique)
- Ninon chez Madame de Sévigné (libreto Dupaty, opera, 1808 Paříž, Opéra-Comique)
- Françoise de Foix (libreto Jean-Nicolas Bouilly a Dupaty, opera, 1809 Paříž, Opéra-Comique)
- L'enlèvement des Sabines (balet, Fontainebleau, 1810)
- Le Charme de la voix (libreto Jean-Nicolas Bouilly a Dupaty, 1811 Paříž, Opéra-Comique)
- La Victime des arts ou La Fête de famille (libreto L. M. d'Estourmel, 1811 Paříž, Opéra-Comique)
- L’enfant prodigue (balet, Opéra de Paříž, 1812)
- Valentin ou Le Paysan romanesque (libreto Louis-Benoît Picard a Loraux, 1813 Paříž, Opéra-Comique)
- L'Oriflamme (libreto Etienne a L.-Pierre-Marie-F. Baour-Lormian), opera, spolupráce Kreutzer, Méhul, Paër, 1814 Paříž, Opéra-Comique)
- L'heureux retour (balet, Opéra de Paříž, 1815, spolupráce R. Kreutzer, L. Persuis)
- Les Dieux rivaux ou Les Fêtes de Cythère (libreto Dieulafoy a Briffaut), opera-balet, 1816 Paříž, Opéra-Comique, spolupráce Kreuzer, L. Persius a Spontini)
- Féodor ou Le Batelier du Don (libreto Claparède, 1816 Paříž, Opéra-Comique)
- Roger de Sicile ou Le Roi troubadour (libreto Jean-Henri Guy, opera, 1817 Paříž, Opéra-Comique)
- Corisandre ou La Rose magique (libreto Jacques-Arsène-François-Polycarpe Ancelot a Joseph Xavier Boniface, 1820 Paříž, Opéra-Comique)
- Blanche de Provence ou La Cour des fées (libreto Marie-Emmanuel-Guillaume Théaulon de Lambert a de Rancé, opera, 1821 Tuileries, spolupráce Boieldieu a Kreutzer)
- Virginie ou Les Décemvirs (libreto Auguste-Felix Désaugiers, tragédie lyrique 1823 Paříž, Opéra-Comique)
- Les Deux Mousquetaires ou La Robe de chambre (libreto M.-A. Justin-Gensoul a Vial, 1824 Paříž, Opéra-Comique)
- Pharamond (libreto Ancelot, Pierre-Marie-Thérèse-Alexandre Guiraud a Alexandre Soumet, opera, 1825 Paříž, Opéra-Comique, spolupráce Boieldieu, R. Kreutzer a Le Sueur)
- Les Créoles (libreto P.-J.-L. de Lacour), drame lyrique, 1826 Paříž, Opéra-Comique)
- Les Petits Appartements (libreto Jean-Albert Imbert, François-Antoine Varnet a Jean-Henri Dupin, 1827 Paříž, Opéra-Comique)
- La Marquise de Brinvilliers (libreto François-Henri-Joseph Castil-Blaze a Eugène Scribe), drame lyrique, 1831 Paříž, Opéra-Comique, společně s dalšími skladateli)

### Kantáty
- La mort d'Absalon, 1786
- Anne de Boulen, 1787
- David dans le temple,1791
- La gloire de Syon, 1791
- Le sacrifice de Jephté, 1791
- Les bergers de Bethléem, 1791
- Marie de Seymours, 1791
- Orphée dans les bois, 1791
- Les Flammes de l'Etna sur les laves antiques, 1796
- Hommage à la pompe rustigue, 1796
- Le retour de Thésée, 1803
- Trasibule, 1804
- Le chant de retour 1807
- Hymne à Apollon, 1809
- Cantate pour le mariage de Napoleon et de Marie-Louise, 1810
- Lutèce, 1815

### Další díla
- cca 50 romancí
- 38 kánonů
- řada chrámových skladeb (mše, Requiem, Te Deum)